# Pangcun (köpinghuvudort i Kina, Hebei Sheng, lat 38,61, long 114,97)
Pangcun är en köpinghuvudort i Kina. Den ligger i provinsen Hebei, i den norra delen av landet, omkring 190 kilometer sydväst om huvudstaden Peking. Antalet invånare är 46 582. Befolkningen består av 23 221 kvinnor och 23 361 män. Barn under 15 år utgör 18,0 %, vuxna 15-64 år 73 %, och äldre över 65 år 8,0 %.
Runt Pangcun är det tätbefolkat, med 849 invånare per kvadratkilometer. Närmaste större samhälle är Dingzhou, 11,6 km söder om Pangcun. Trakten runt Pangcun består till största delen av jordbruksmark.
Genomsnittlig årsnederbörd är 665 millimeter. Den regnigaste månaden är juli, med i genomsnitt 202 mm nederbörd, och den torraste är januari, med 3 mm nederbörd.